# David Shore

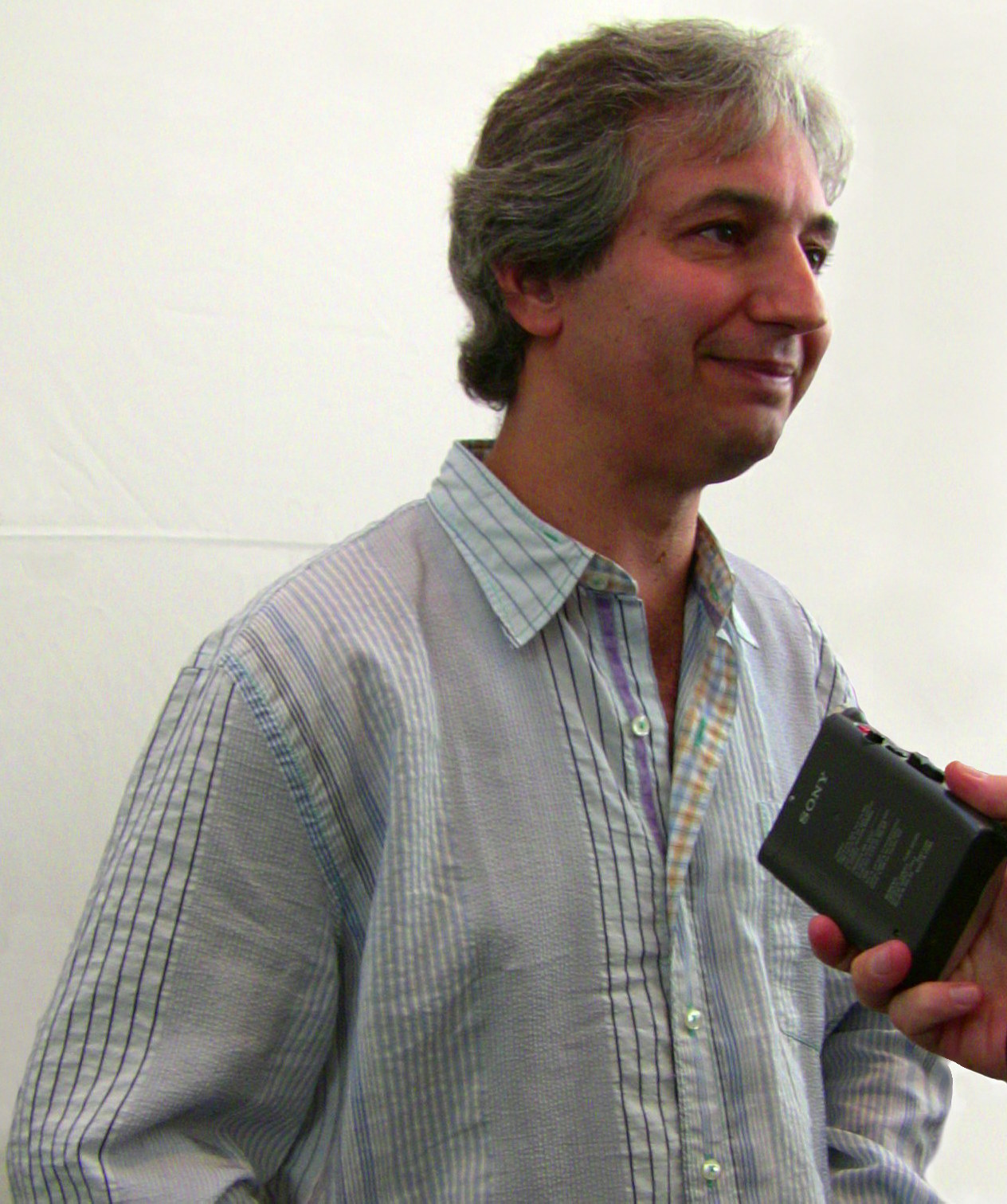
David Shore

David Shore, född 3 juli, 1959 i London, Ontario, Kanada, är en manusförfattare.
Han är mest känd för sina verk inom televisionen. David är en före detta advokat och blev känd för sin medverkan i serierna Family Law och NYPD Blue. Shore producerade också många episoder av kultserien Due South, innan han skapade en egen serie, House. David har även skapat och producerat tv-serien The Good Doctor. Han har också skapat dramakomedin Battle Creek. 